# Cold Wind
Cold Wind (vento freddo) è un singolo degli Arcade Fire.
Il singolo è stato pubblicato a parte e non è stato inserito in nessun album. Venne pubblicato sia in formato CD che in vinile. Fu composto come colonna sonora - pubblicata in cd - della serie Tv "Six feet under".